# Толочин
Толо́чин (бел. Талачы́н) — город в Витебской области Беларуси. Административный центр Толочинского района. Расположена железнодорожная станция Толочин. 
Численность населения — 9 542 человек (на 1 января 2025 года).

## География

### Гидрография
Расположен на реке Друть.

## Этимология
Название «Толочин» может означать «поселение, основанное человеком по прозвищу Толока». Такое имя означало «тот, кто топчет, мнёт, ломает», «топотун», либо «тот, кто постоянно приглашается на совместную с другими полевую работу» (толока). Также известно слово толока в значении «земля под паром». В данном случае наименование «Толочин» можно понимать как «поселение на земле под паром или рядом с ней».
Ещё по одной версии, название происходит от слова «толочея», обозначающего «торговое место, перекрёсток торговых путей», что обусловлено географическим положением Толочина.
Согласно словарям название города произносится как «Толочи́н», однако более распространено произношение «Толо́чин».

## История
Впервые Толочин упоминается в 1433 году как город в составе Великого княжества Литовского. С середины XVI века Толочин — местечко Оршанского уезда Витебского воеводства. Местечком владели князья Друцкие, с конца XVI века — Сапеги, после — Сангушко. В XVI веке местечко принадлежало канцлеру ВКЛ Льву Сапеге, который в 1604 году основал здесь католическую церковь, школу и больницу.
17 сентября 1708 года в Толочин прибыл шведский корпус генерала Адама Людвика Левенгаупта. 18 сентября шведы отправились в Могилёв.
После 1-го раздела Речи Посполитой в 1772 году граница между Россией и Речью Посполитой прошла по реке Друть. Восточная часть местечка вошла в состав Российской империи и стала называться Старый (или Русский) Толочин, западная — Заречный (или Новый) Толочин — до 1793 года оставалась в составе Речи Посполитой. Старый Толочин считался центром Старотолочинской волости, которая вошла в Копысский, а в 1861 году — в Оршанский уезд. Новый Толочин был центром Заречнотолочинской волости Сенненского уезда Могилёвской губернии.
10 ноября 1812 года, отступая, Наполеон I прибыл в Толочин, где до него дошло известие о захвате русскими Борисовского мостового прикрытия на Березине, через которую предстояло переправляться французской армии. Во время Отечественной войны 1812 года французы нанесли большой ущерб Толочину и окрестностям.
В 1871 году был открыт Смоленско-Брестский участок Московско-Брестской железной дороги. Дорога прошла в трёх километрах от Толочина, где была построена станция. Первое училище было открыто в Старом Толочине в 1863 году, в 1868 году было открыто Кохановское, а в 1869 — Заречнотолочинское народные училища. После эпидемии холеры 1870 года была открыта больница в Коханове, а в Толочине в конце XIX века была открыта аптека.
Согласно переписи 1897 года в местечке было 2614 жителей (из них 1955 — евреи), а в начале XX века — 3748 жителей, 391 жилой дом, в том числе 6 кирпичных строений, работали два кожевенных, крахмальный, кирпичный, пивоваренный, стекольный заводы, мельница. Действовали два народных училища, школа, бесплатная народная читальня, библиотека, почтово-телеграфная контора, православная и католическая церкви, еврейские молитвенные школы.
С февраля по октябрь 1918 года Толочин занимали войска кайзеровской Германии. В том же 1918 году сгорело более половины местечка.
В 1920 году Толочин вошёл в состав Витебской губернии РСФСР. В 1924 году в составе Оршанского округа БССР были образованы Толочинский и Кохановский районы, в 1931 году Кохановский район был упразднён. С 1938 года Толочин входит в Витебскую область, 27 сентября того же года ему был придан статус городского посёлка. В 1939 году население составляла 6100 человек, работали льнозавод, кожевенный завод, ткацкая фабрика.

### Во время Великой Отечественной войны
В начале Великой Отечественной войны упорные бои на территории района вела 1-я Московская мотострелковая дивизия под командованием полковника Я. Г. Крейзера.
Толочин был оккупирован 18-й танковой дивизией вермахта (генерал Неринг) 8 июля 1941 года и вошел в состав территории, административно отнесенной к штабу тыла группы армий «Центр».
Согласно результатам Всесоюзной переписи населения, проводившейся в 1939 году, в Толочине проживало 1 292 евреев или 21,2 % от общего числа жителей города. Всех евреев, не успевших эвакуироваться, нацисты согнали в гетто и практически полностью уничтожили. За время оккупации немцы убили в Толочине и районе — 9 521 человек.
26 июня 1944 года городской посёлок был освобождён войсками 3-го Белорусского фронта. Специальный корреспондент корпусной газеты написал по этому поводу:

Ах, Толочин, ты, Толочин,
Белорусский городок!
Здесь был немец поколочен,

Растолочен в порошок!

### В послевоенное время
22 июля 1955 года Толочину был вновь присвоен статус города. В 1960-е и 1970-е годы в Толочине выросли новые 2- и 5-этажные дома и микрорайоны, производственные корпуса.

### В составе Республики Беларусь
20 октября 1995 года административные единицы Толочинский район и город Толочин, имеющие общий административный центр, объединены в одну административную единицу — Толочинский район.

## Население
Численность населения — 9 542 человек (на 1 января 2025 года).
| Численность населения:                                                                          |
| Графики недоступны из-за технических проблем. См. информацию на Фабрикаторе и на mediawiki.org. |

| Год         | 1939 | 1959  | 1970  | 1979  | 1989   | 2006   | 2016  | 2018  | 2021   | 2023   | 2024 | 2025   |
| ----------- | ---- | ----- | ----- | ----- | ------ | ------ | ----- | ----- | ------ | ------ | ---- | ------ |
| Численность | 6095 | ▲6542 | ▲7427 | ▲8441 | ▲11409 | ▼10278 | ▼9761 | ▼9690 | ▲9 899 | ▼9 691 |      | ▼9 542 |

В 1939 году в Толочине проживало 4190 белорусов, 1292 евреев, 385 русских, 121 поляк, 73 украинца и 34 представителя других национальностей.
В 2017 году в Толочине родилось 112 и умерло 143 человека. Коэффициент рождаемости — 11,5 на 1000 человек (средний показатель по району — 10,9, по Витебской области — 9,6, по Республике Беларусь — 10,8), коэффициент смертности — 14,7 на 1000 человек (средний показатель по району — 20,3, по Витебской области — 14,4, по Республике Беларусь — 12,6).

## Экономика
В Толочине функционируют следующие предприятия:
- РУП «Толочинский консервный завод»
- Филиал «Толочинские сыры» ОАО «Витебский мясокомбинат»
- УП «Толочинский элеватор»
- ГЛХУ «Толочинский лесхоз»

## Транспорт
Толочин имеет хорошее транспортное сообщение со многими городами республики. Через город проходят автодороги Р19 (Толочин — Крупки), Р25 (Витебск — Толочин) и Р26 (Толочин — Круглое — Нежково). В 5 км от города проходит автомагистраль М1E 30.
Имеется регулярное автобусное сообщение с Минском, Витебском и Круглым.
Железнодорожная станция Толочин на линии Минск—Москва. Пассажирские и скорые поезда на Минск, Оршу, Москву, пригородное сообщение с Оршей и Минском.

## Культура
- Историко-краеведческий музей
- Центр детей и молодёжи

## События и мероприятия
- В 2015 году прошёл областной фестиваль "Дажынкi"

## Достопримечательности
- Комплекс бывшего монастыря базилиан (XVII—XIX века): в том числе Покровская церковь (1604), монастырское здание (1779), врата и ограда (XVII в.). Ныне — действующий православный Свято-Покровский монастырь, ул. Ленина.  Историко-культурная ценность Республики Беларусь, шифр 212Г000754.
- Католическая церковь святого Антония, построенная в ознаменование победы России в Отечественной войне 1812 года.  Историко-культурная ценность Республики Беларусь, шифр 213Г000883.
- Вблизи Толочина находится Друцк — древнерусский город XI—XIV веков, центр княжества; ныне агрогородок
- Парк "Юзефполье"
- Братская могила.  Историко-культурная ценность Республики Беларусь, шифр 213Д000753.
- Памятник освобождения или Курган Славы (1969)

## Галерея

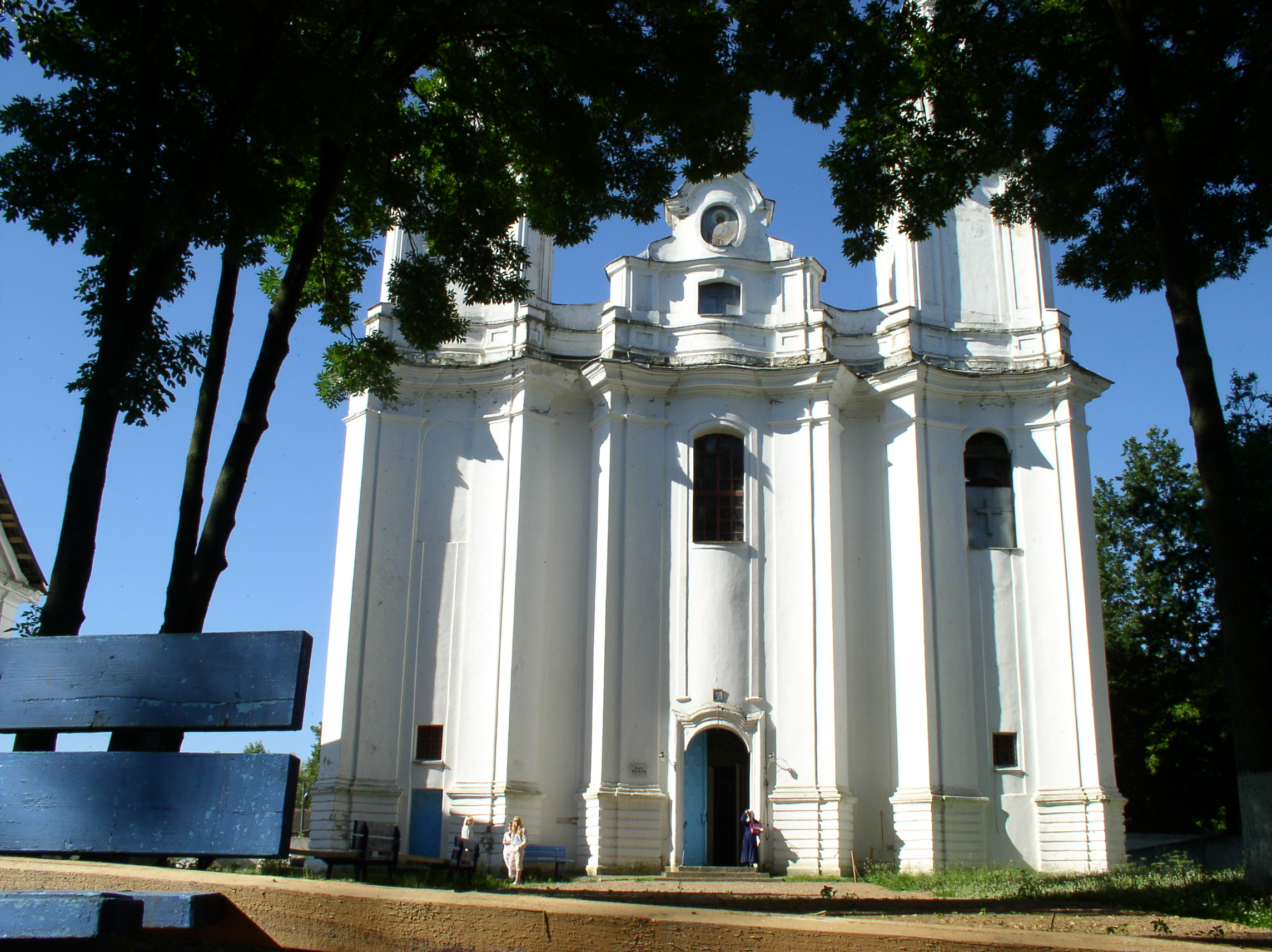
Православная Покровская церковь
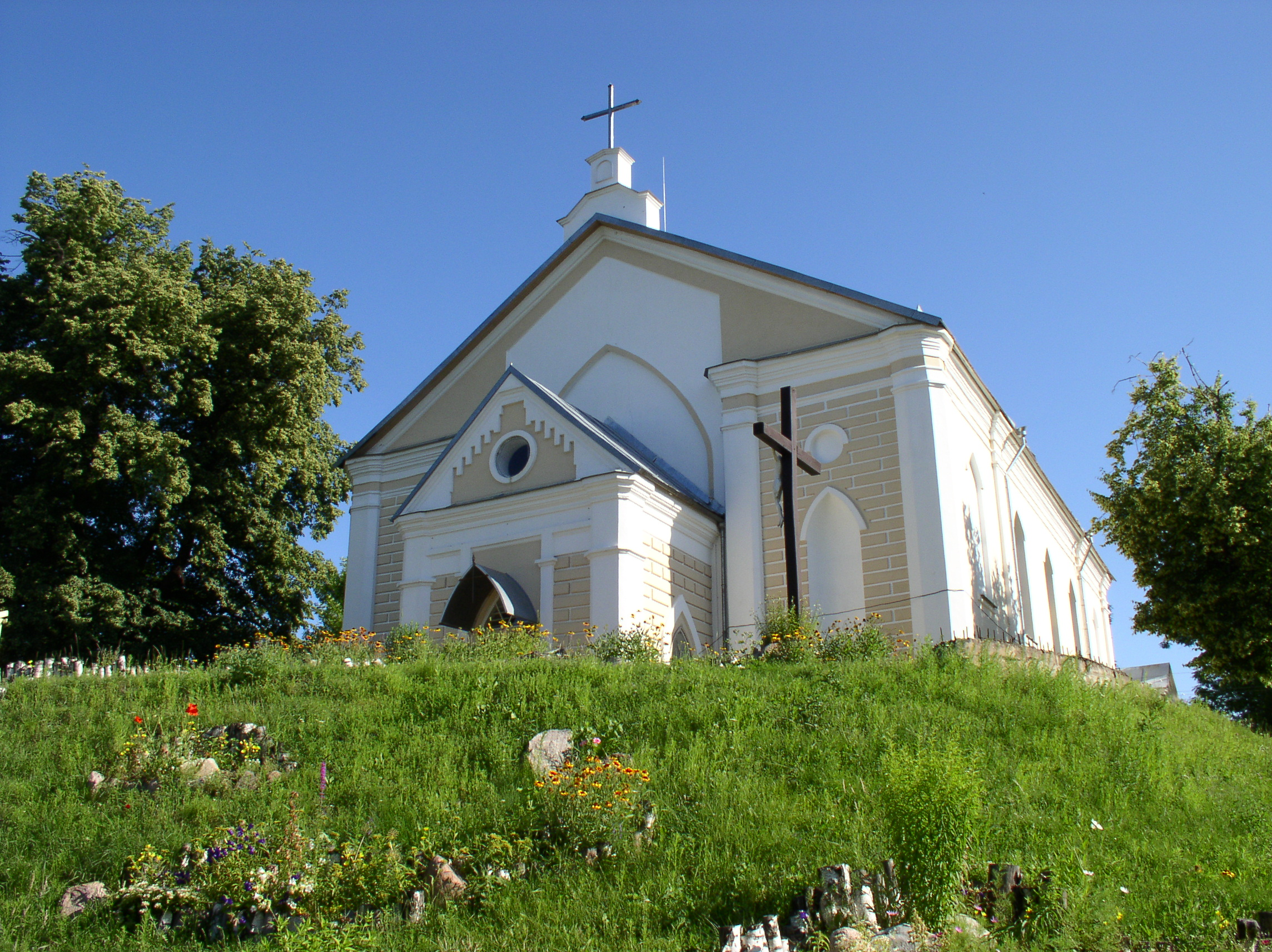
Католическая церковь святого Антония
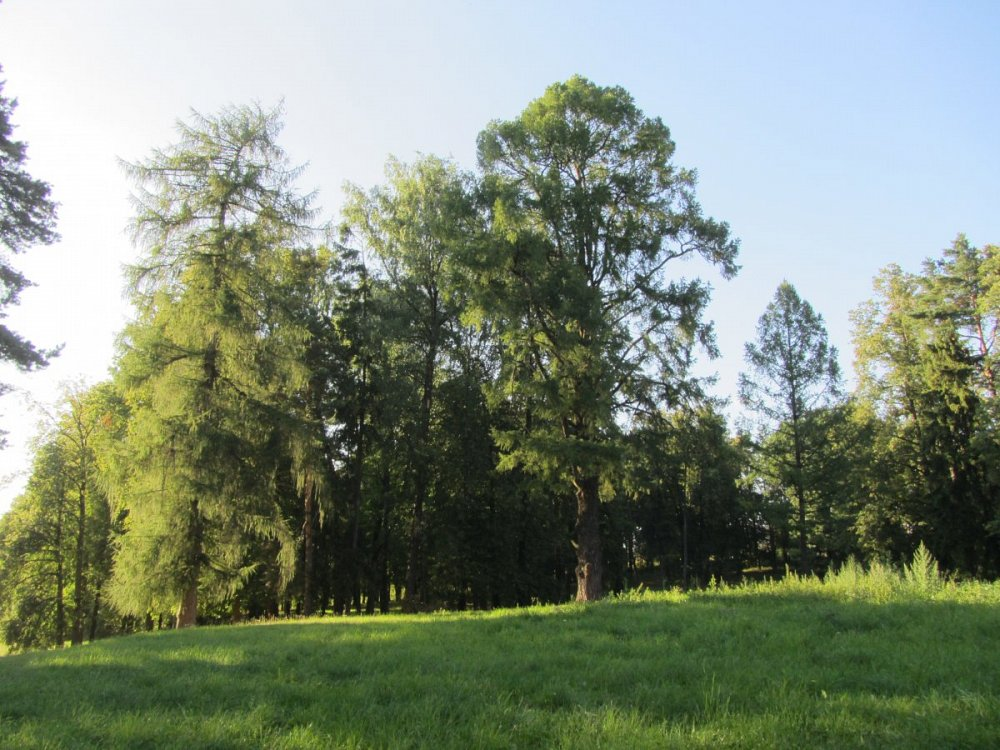
Парк "Юзефполье"

## Интересные факты
Поэт Пимен Панченко написал стихотворение «Ода Толочину».

## СМИ
Издаётся районная газета «Наша Талачыншчына». Выходит с марта 1931 года, прежние названия: «Калгаснік Талачыншчыны», «Чырвоны хлебароб», «Ленінец», «Сцяг Ільіча» (так газета называлась с 1962 по 2001 год, когда получила своё нынешнее название).